# L'Archange Raphaël et Tobie
L'Archange Raphaël et Tobie   (en italien : Arcangelo Raffaele con Tobia) est une peinture religieuse  du Pérugin, datant de 1496 - 1500, et conservé à la National Gallery à Londres.

## Histoire
Le tableau fait partie avec La Vierge à l'Enfant et Anges et L'Archange Michel du groupe de trois panneaux restants sur les six originaux du Polyptyque de la chartreuse de Pavie. L'église a été consacrée en 1497 et en 1499. Ludovic Sforza duc de Milan fit pression sur le Pérugin pour qu'il achève le travail. Le tableau a été acheté par le musée en 1856.

## Thème
Le thème  est représenté selon l'iconographie chrétienne traditionnelle, avec l'archange Raphaël sous l’apparence conventionnelle de l’ange, les ailles déployées, accompagnant Tobie. La partie supérieure de ce tableau a fait l'objet d'une gravure réalisée par Christophe Guérin (1758-1831).

## Description
L'archange Raphaël placé à droite, occupe la majeure partie de la composition. Pieds nus, il porte un magnifique habit bleu azur et une cape rouge dont la doublure verte est apparente par endroits à l'envers des plis. Il tient une petite « boîte à remèdes »  dans la main gauche et de la main droite il tient délicatement la main gauche du jeune Tobie portant une fine auréole, vêtu d'un élégant habit noir, des collants rouges rappelant la cape de l'archange et des bottes bleues. Le jeune Tobie a la main droite appuyée sur la hanche au poignet de laquelle est attaché le poisson, rappelant l'acquisition du cœur, du foie et du fiel de ce poisson, afin de guérir son père. Le jeune garçon semble s'adresser du regard à l'archange Raphaël, guide-protecteur et conseiller qui, de son côté, semble porter vers le lointain un regard de tendresse. 
À la  base du compartiment se trouvent des végétaux détaillés et seule une petite partie de la tête du petit chien qui, dans la Bible, accompagne les deux personnages pendant leur voyage est visible.
En arrière-plan, le paysage s'étale avec une série de monts et de collines qui se dégradent dans le lointain selon les règles de la perspective atmosphérique.

## Sources
- Voir article annexe[source insuffisante]